# あなた (松下洸平のアルバム)
『あなた』は、松下洸平の1作目のミニ・アルバム。2021年12月22日にビクターエンタテインメントから発売された。

## 概要
自身初のミニアルバム。1stシングル「つよがり」に続き松尾潔プロデュース曲が3曲、自身が作詞作曲した楽曲が2曲の全5曲+Instrumentalの全10曲を収録。

## パッケージ
初回限定盤（CD+Photobook）、通常盤（CD）、オリジナルグッズセット（初回限定盤＋オリジナルカップ）の3形態でのリリース。

## 収録曲解説
1. あなた
2021年12月8日にアルバム先行配信リリース。
1stシングル「つよがり」に引き続き松尾潔プロデュース曲。
ミュージック・ビデオの監督はSpikey John[6]。
2. FLY&FLOW
“ライブで楽しんでもらえる曲”というテーマで作曲・編曲のカンノケンタロウと共に制作された楽曲[7]。
ドラマの撮影現場で懸命に働いている若いスタッフの背中を見て現場で歌詞を書き進めた[6]。
3. One
松尾潔プロデュース曲。テーマは“冬のラブソング”[7]。
4. 彼方
松尾潔プロデュース曲。当初はスローテンポの曲だった[7]。
5. 旅路
自分自身の今を歌った楽曲。曲はカンノケンタロウがYouTubeチャンネルに投稿していた2分ほどの動画が元になっている[7]。歌詞にでてくる“憧れていたスーパースター”はアメリカのR&BシンガーのSisqó（英語版）[8]。

## トラックリスト

### CD
| #         | タイトル                    | 作詞      | 作曲                       | 編曲             | 時間  |
| --------- | --------------------------- | --------- | -------------------------- | ---------------- | ----- |
| 1.        | 「あなた」                  | 松尾潔    | 指田フミヤ                 | MANABOON         | 4:47  |
| 2.        | 「FLY&FLOW」                | 松下洸平  | 松下洸平・カンノケンタロウ | カンノケンタロウ | 4:18  |
| 3.        | 「One」                     | 松尾潔    | 森大輔                     | MANABOON         | 4:59  |
| 4.        | 「彼方」                    | 松尾潔    | 川口大輔                   | MANABOON         | 4:54  |
| 5.        | 「旅路」                    | 松下洸平  | 松下洸平・カンノケンタロウ | カンノケンタロウ | 4:37  |
| 6.        | 「あなた (Instrumental)」   |           |                            |                  | 4:47  |
| 7.        | 「FLY&FLOW (Instrumental)」 |           |                            |                  | 4:18  |
| 8.        | 「One (Instrumental)」      |           |                            |                  | 4:55  |
| 9.        | 「彼方 (Instrumental)」     |           |                            |                  | 4:50  |
| 10.       | 「旅路 (Instrumental)」     |           |                            |                  | 4:34  |
| 合計時間: | 合計時間:                   | 合計時間: | 合計時間:                  | 合計時間:        | 46:59 |